# 8067 Гельфенштейн
8067 Гельфенштейн (8067 Helfenstein) — астероїд головного поясу, відкритий 7 вересня 1980 року.
Тіссеранів параметр щодо Юпітера — 3,363.